# Брајде I (Потенца)
Брајде I (итал. Braide I) је насеље у Италији у округу Потенца, региону Базиликата.
Према процени из 2011. у насељу је живело 23 становника. Насеље се налази на надморској висини од 728 м.